# Icosaedro rombico
In geometria l'icosaedro rombico, [Pltp.22.40.20], detto anche icosaedro d'oro, per la particolare caratteristica delle facce, è un poliedro convesso, ordinario, equilatero, equiedro, non inscrittibile alla sfera, a forma ellissoidale di rotazione, le cui facce sono dei rombi congruenti.
L'icosaedro rombico corrisponde al 5-zonoedro e, come il romboedro (che comprende il cubo) e il dodecaedro rombico, fanno parte della classe dei poliedri rombici (insieme al triacontaedro rombico).
L'icosaedro rombico è stato definito e studiato, nel 1885, dal matematico russo E. S. Fedorov (1853–1919).

## Caratteristiche
- L'icosaedro rombico è interposto in un fascio di sei piani paralleli, {\displaystyle \pi _{0}}, {\displaystyle \pi _{1}}, {\displaystyle \pi _{2}}, {\displaystyle \pi _{3}}, {\displaystyle \pi _{4}}, {\displaystyle \pi _{5}}, equidistanti tra loro, perpendicolari all'asse {\displaystyle G} del poliedro.
  - I piani {\displaystyle \pi _{0}} e {\displaystyle \pi _{5}} intercettano, ciascuno, un vertice del poliedro.
  - I piani {\displaystyle \pi _{1}} e {\displaystyle \pi _{4}} intercettano, ciascuno, cinque vertici del poliedro che sono vertici di un pentagono regolare di lato {\displaystyle d}.
  - I piani {\displaystyle \pi _{2}} e {\displaystyle \pi _{3}} intercettano, ciascuno, cinque vertici del poliedro che sono vertici di un pentagono regolare di lato {\displaystyle D}.
- L'icosaedro rombico stesso è inserito (parzialmente inscritto) in un ellissoide di rotazione di semiassi {\displaystyle a}, {\displaystyle b}, {\displaystyle c=b}, il cui asse di rotazione è l'asse {\displaystyle G} del poliedro.
  - Appartengono all'ellissoide soltanto i dodici vertici del poliedro intercettati dai piani {\displaystyle \pi _{0}}, {\displaystyle \pi _{2}}, {\displaystyle \pi _{3}} e {\displaystyle \pi _{5}}, mentre i dieci vertici intercettati dai piani {\displaystyle \pi _{1}} e {\displaystyle \pi _{4}} rimangono interni all'ellissoide, leggermente scosati dalla superficie di questo.
- Dualità: l'icosaedro rombico in contesto è duale del poliedro pentatriromboedro ellissoidale, che, nella terminologia generale, potrebbe denominarsi antiprisma tritrapezoide pentagonale, avente cioè, per facce: 2 pentagoni regolari, 10 trapezoidi, che nel caso specifico sono rombi, e 10 triangoli isosceli che, nel caso specifico, sono triangoli equilateri (all'antiprisma tritrapezoide triangolare corrisponderebbe l'ottaedro, mentre all'antiprisma tritrapezoide quadrangolare corrisponderebbe il cubottaedro).

## Pertinenze dimensionali
Le diagonali {\displaystyle D} e {\displaystyle d} di ciascuna faccia sono in rapporto aureo, vale cioè la relazione:
{\displaystyle {\frac {D}{d}}={\frac {d}{D-d}},}
da cui
{\displaystyle d={\frac {D}{2}}({\sqrt {5}}-1),}
oppure
{\displaystyle D={\frac {d}{2}}({\sqrt {5}}+1).}
A tale determinazione si perviene mediante laboriosi calcoli algebrici, trigonometrici e di geometria analitica, che forniscono le seguenti dimensioni:
- Lunghezza del lato della faccia: {\displaystyle L}.
- Numero lati del poligono di riferimento: 5.
- Lunghezza diagonale maggiore della faccia:

{\displaystyle D={\frac {L}{5}}{\sqrt {50+10{\sqrt {5}}}}.}
- Lunghezza diagonale minore della faccia:

{\displaystyle d={\frac {L}{5}}{\sqrt {50-10{\sqrt {5}}}}.}
- Ampiezza angoli {\displaystyle \alpha } e {\displaystyle \beta } della faccia:

{\displaystyle \arcsin(\alpha /2)=d/2,\qquad \arcsin(\beta /2)=D/2,}
dalle quali:
{\displaystyle \alpha \approx 63,42^{\circ }\approx 63^{\circ }25',\qquad \beta \approx 116,58^{\circ }\approx 116^{\circ }35'.}
- Distanza fra i piani del fascio:

{\displaystyle H={\frac {L}{5}}{\sqrt {5}}.}
- Lunghezza dell'asse del poliedro:

{\displaystyle G=5H=L{\sqrt {5}}.}
- Equazione dell'ellissoide di rotazione:

{\displaystyle {\frac {x^{2}}{a^{2}}}+{\frac {y^{2}}{b^{2}}}+{\frac {z^{2}}{c^{2}}}=1,}
dove
{\displaystyle a={\frac {L}{2}}{\sqrt {5}},}
{\displaystyle b=c={\frac {L{\sqrt {3}}}{6}}(5+3{\sqrt {5}}).}
- Indice di deformazione (o di schiacciamento essendo minore di 1):

{\displaystyle g={\frac {a}{b}}={\frac {1}{2}}{\sqrt {9-3{\sqrt {5}}}}\approx 0,75694.}

## Modello
La costruzione, sia del modello in cartoncino o altro materiale (gesso, argilla, ecc.), che del modello in filo metallico dello scheletro essenziale (vertici e spigoli) del poliedro, non presenta particolari difficoltà.

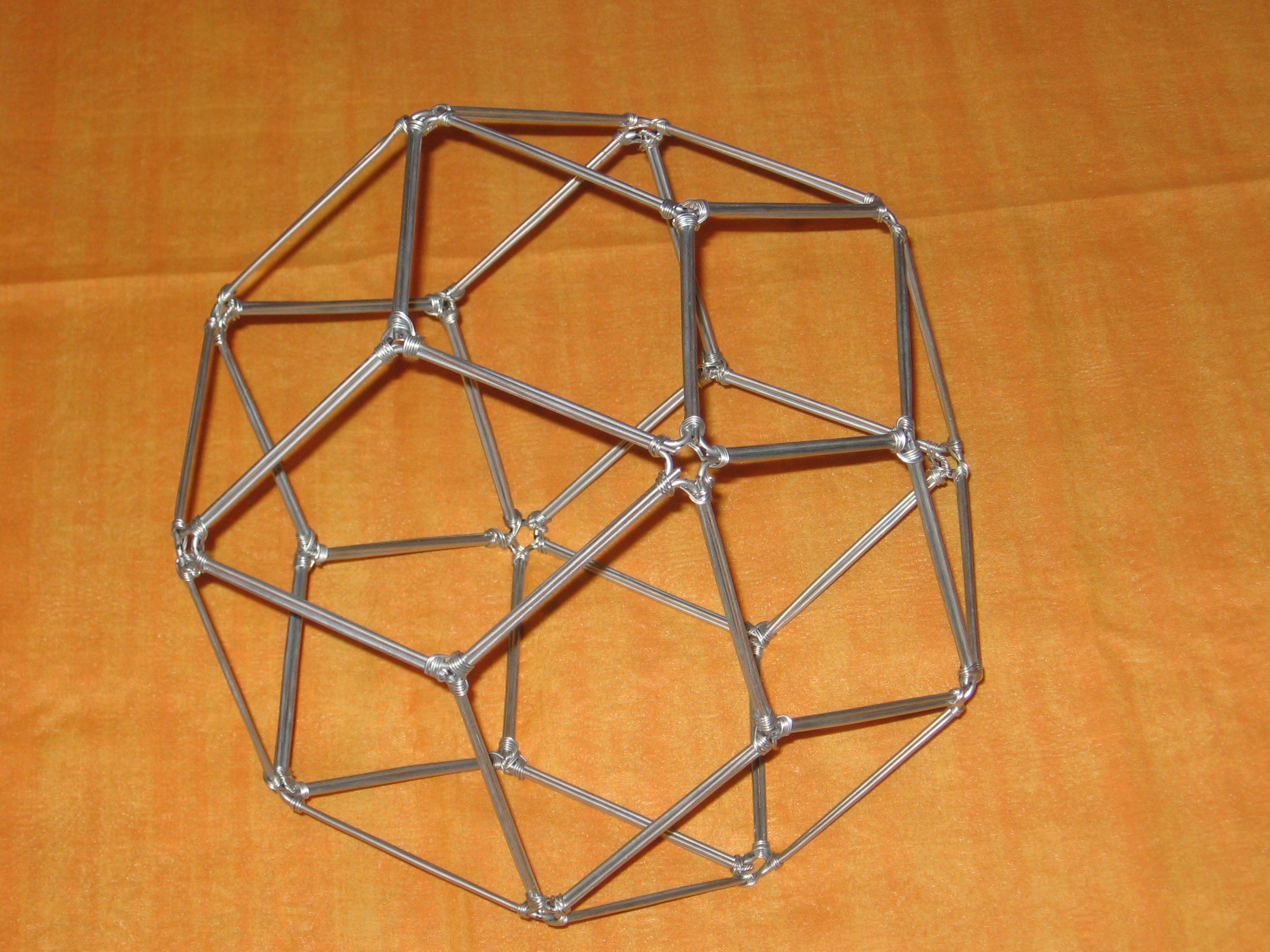
Scheletro dell'icosaedro rombico